# Civic Ecology
Civic Ecology (ungefähr „städtische Ökologie“) bezeichnet einen stadtökologischen Ansatz, der auf die Bürgerbeteiligung auf der Ebene der Community (Stadt, Gemeinde) setzt.
Ideen zur Civic Ecology entwickelten sich bei Stadtplanern und Ökologen in den USA in den 1980er Jahren. Sie versuchten, Ideen von der Grünen Stadt mit einer Bürgerbeteiligung umzusetzen. Die Vertreter dieses Ansatzes wollten dadurch in urbanen Räumen in Europa, Afrika und den USA sozialökologische Systeme schaffen, die resilient gegen Naturkatastrophen, wie Hurrikans etc., sind.